# Косс (Техас)
Косс (англ. Kosse) — місто (англ. town) в США, в окрузі Лаймстоун штату Техас. Населення — 458 осіб (2020).

## Географія
Косс розташований за координатами 31°18′27″ пн. ш. 96°37′46″ зх. д. / 31.30750° пн. ш. 96.62944° зх. д. (31.307426, -96.629490).  За даними Бюро перепису населення США в 2010 році місто мало площу 3,37 км², з яких 3,34 км² — суходіл та 0,03 км² — водойми.

## Демографія
Згідно з переписом 2010 року, у місті мешкали 464 особи в 189 домогосподарствах у складі 119 родин. Густота населення становила 138 осіб/км².  Було 250 помешкань (74/км²).
Расовий склад населення:
| - 83,8 % — білих - 10,8 % — чорних або афроамериканців - 0,4 % — корінних американців - 0,4 % — азіатів - 1,1 % — осіб інших рас |

До двох чи більше рас належало 3,4 %. Частка іспаномовних становила 8,8 % від усіх жителів.
За віковим діапазоном населення розподілялося таким чином: 24,6 % — особи молодші 18 років, 58,6 % — особи у віці 18—64 років, 16,8 % — особи у віці 65 років та старші. Медіана віку мешканця становила 38,1 року. На 100 осіб жіночої статі у місті припадало 99,1 чоловіків;  на 100 жінок у віці від 18 років та старших — 100,0 чоловіків також старших 18 років.
Середній дохід на одне домашнє господарство  становив 43 935 доларів США (медіана — 35 417), а середній дохід на одну сім'ю — 52 661 долар (медіана — 45 000). За межею бідності перебувало 18,5 % осіб, у тому числі 33,8 % дітей у віці до 18 років та 6,5 % осіб у віці 65 років та старших.
Цивільне працевлаштоване населення становило 147 осіб. Основні галузі зайнятості: сільське господарство, лісництво, риболовля — 27,9 %, мистецтво, розваги та відпочинок — 12,9 %, виробництво — 10,9 %, науковці, спеціалісти, менеджери — 10,2 %.